# 16707 Norman
16707 Norman este o planetă minoră (asteroid), cu un diametru de 6,128 km, din centura de asteroizi. A fost descoperită pe 19 august 1995 la Observatorul La Silla de Claes-Ingvar Lagerkvist⁠(d). 
Obiectul prezintă o orbită caracterizată de o semiaxă mare de 3,0992639 UAi, o excentricitate de 0,12, o înclinație de 13,38831 ° în raport cu ecliptica.